# جبل الرس
جبل الرَّس بالقرب من فرع المُسَوّر، يقع في جنوب غرب المدينة المنورة ويبعد عنها (60). ولد فيه الإمام القاسم الرسي وله هناك مسجد ومنزل، وهي قرية تعرف اليوم بالدور، ومازالت آثارها قائمة حتى الآن.